# Mohamed Fendri
Mohamed Fendri, né en 1921 et mort le 1er août 1985, est un historien, archéologue et directeur des monuments historiques tunisien.

## Biographie
Mohamed Fendri est issu d'une famille sfaxienne.
Il intègre la direction des antiquités de la régence de Tunis en 1946 comme dessinateur, « spécialiste du relevé et de la restauration ». Il est l'un des premiers Tunisiens à devenir inspecteur des antiquités, et intègre le musée du Bardo en 1948 pour s'occuper de la réorganisation du département islamique.
Il s'occupe de la réorganisation du musée de Sfax, puis des collections puniques du musée Lavigerie.
Il fouille deux basiliques chrétiennes à Skhira, puis le site de Djebel Oust.
Directeur du Centre des arts et traditions populaires en 1963, il dirige l'installation des collections au Dar Ben Abdallah.
En 1965, il prend la direction des monuments historiques et la responsabilité des sites. À cette époque, « des dizaines de chantiers [sont] ouverts en même temps ». Il propose de redonner une échelle aux ruines des thermes d'Antonin à Carthage en restaurant des colonnes par anastylose.
Il intègre par la suite l'Office national du tourisme tunisien.
Il meurt le 1er août 1985.

## Principales publications
- Basiliques chrétiennes de La Skhira, Paris, Presses universitaires de France, 1961.